# Kolbenmanometer
Ein Kolbenmanometer, auch als Druckwaage bezeichnet, ist ein Instrument, mit dem ein genau definierter Druck in einer Flüssigkeit oder einem Gas dargestellt wird, indem auf einen Kolben mit bekanntem Querschnitt eine definierte Kraft ausgeübt wird. In der Praxis werden dazu auf den Kolben Gewichte aufgelegt (der Kolben steht senkrecht).
Druckwaagen dienen als Normalgeräte zur Kalibrierung (Eichung) in der Druckmesstechnik und werden auch für Präzisionsmessungen der Druckabhängigkeit verschiedener Eigenschaften von Materialien verwendet.
Da auf die Außenseite des Kolbens der Luftdruck wirkt, messen Druckwaagen normalerweise nur den Überdruck, also die Differenz zwischen Druck im Gas/in der Flüssigkeit und in der umgebenden Luft. Zur Messung des Absolutdrucks muss die Außenseite des Kolbens mit den Gewichten in einer Vakuumkammer platziert werden (Absolut-Druckwaage, auch „Absolutdruck-Kolbenvakuummeter“).
Der Druck p ergibt sich dann aus p = F/A, wobei F die Kraft ist und A die Querschnittsfläche des Kolbens. Da der Druck in einer Flüssigkeit (in geringerem Ausmaß auch in Gasen) von der Höhe abhängt (hydrostatischer Druck), gilt die Formel nur in der Höhe des Kolbenendes. Für Präzisionsmessungen ist weiterhin zu berücksichtigen, dass die Gewichtskraft auf eine Masse von der Erdbeschleunigung abhängt und diese ortsabhängig ist. Bei extremen Genauigkeitsanforderungen sind die Verformungen des Kolbens und Zylinders unter Druck und auch der statischen Auftrieb der Gewichte in Luft zu berücksichtigen.
Um Messfehler durch die Haftreibung zwischen Kolben und Zylinder auszuschließen, wird der Kolben samt den darauf befindlichen Gewichten um seine Achse gedreht. Bei Druckwaagen für Gas ist der Kolben meistens mit Öl gedichtet. Hydrauliköl kann aber auch direkt als Medium zur Druckübertragung verwendet werden. Druckwaagen haben meist eine Spindel, mit der weiteres Öl hineingedrückt werden kann, um die Höhe des Kolbens einzustellen.
Druckwaagen zeichnen sich durch gute Genauigkeit aus. Gewöhnliche, kommerziell erhältliche Geräte erreichen Genauigkeiten von bis zu 0,005 % vom Messwert, mit speziell konstruierten Geräten für Eichzwecke können Genauigkeiten bis ca. 10−6 erreicht werden.
Druckwaagen können für sehr unterschiedliche Messbereiche hergestellt werden, weil sowohl der Kolbendurchmesser als auch die Kraft verändert werden kann.